# Lernaeosolea lycodis
Lernaeosolea lycodis – gatunek widłonoga z rodziny Chondracanthidae; jedyny przedstawiciel rodzaju Lernaeosolea. Gatunek i rodzaj opisał w 1944 roku amerykański biolog morski Charles Branch Wilson. Holotyp to zdeponowana w Narodowym Muzeum Historii Naturalnej samica, pozyskana z ciała zębacza pasiastego (Anarhichas lupus) złowionego w Oceanie Atlantyckim ze statku badawczego Albatross (stacja nr 2208) u wybrzeży amerykańskiego stanu New Jersey.